# Turmhügel Neusitz
Der Turmhügel Neusitz ist eine abgegangene mittelalterliche Turmhügelburg (Motte) etwa 70 Meter östlich der Kirche bei Haus Nr. 20 in Neusitz im Landkreis Ansbach in Bayern.
Sicher ist die Burg erst im Jahr 1330 nachgewiesen, als ein Burghof genannten Gut im Besitz des Walter von Neusitz in der historischen Überlieferung erscheint. 1381 wurde sie durch die schwäbischen Bundesstädte zerstört. 1399 verkaufte Bischof Gerhard von Würzburg die wiederaufgebaute Anlage an die Stadt Rothenburg. Im ersten Markgrafenkrieg wurde der Ort Neusitz 1449 durch Albrecht Achilles niedergebrannt, dabei wurde wohl auch die Burg zerstört.
Die Motte ist überbaut und heute nicht mehr erkennbar. Der Hügeldurchmesser dürfte nach früher noch sichtbaren Spuren ca. 30 m betragen haben. In der Mitte des 20. Jahrhunderts. waren südlich des Hügels noch ein doppelter Graben mit dazwischen liegendem, 8 m breiten Wall zu erkennen. Auf die ehemalige Mottenanlage weist noch der Straßenname Am Turmhügel hin,